# Lacroix Glacier
Lacroix Glacier är en glaciär i Antarktis. Den ligger i Östantarktis. Nya Zeeland gör anspråk på området. Lacroix Glacier ligger 726 meter över havet.
Terrängen runt Lacroix Glacier är bergig åt sydost, men åt nordväst är den kuperad. Trakten är obefolkad. Det finns inga samhällen i närheten. 